# Dryopteris kinkiensis
Dryopteris kinkiensis là một loài thực vật có mạch trong họ Dryopteridaceae. Loài này được Koidz. ex Tagawa miêu tả khoa học đầu tiên năm 1933.